# 盐井镇 (澧县)
盐井镇，是中华人民共和国湖南省常德市澧县下辖的一个乡镇级行政单位。

## 行政区划
盐井镇下辖以下地区：
和平社区、伍家岗村、张家场村、分水岭村、三圣庙村、观山凸村、豹子岭村、张家垱村和白马庙村。